# أ. إي. دوجلاس
أ. إي. دوجلاس (بالإنجليزية: A. E. Douglass)‏ هو عالم آثار وعالم فلك وأستاذ جامعي أمريكي، ولد في 5 يوليو 1867 في وندسور في الولايات المتحدة، وتوفي في 20 مارس 1962 في توسان في الولايات المتحدة.

## وصلات خارجية
- أ. إي. دوجلاس على موقع الموسوعة البريطانية (الإنجليزية)